# Tändsticksvillorna
Tändsticksvillorna är ett äldre villaområde på Norrlandet i Västervik. Det ligger strax norr det område där Västerviks tändsticksfabrik tidigare låg, intill Kulbacken.